# Rhamnus triqueter
Rhamnus triqueter är en brakvedsväxtart som först beskrevs av Nathaniel Wallich och fick sitt nu gällande namn av Marmaduke Alexander Lawson. 
Rhamnus triqueter ingår i släktet getaplar, och familjen brakvedsväxter. Inga underarter finns listade i Catalogue of Life.